# Astragalus inaequalifolius
Astragalus inaequalifolius es una especie de planta del género Astragalus, de la familia de las leguminosas, orden Fabales.

## Distribución
Astragalus inaequalifolius se distribuye por Kazajistán y Uzbekistán.

## Taxonomía
Fue descrita científicamente por Basilevsk. Fue publicada en Bot. Mater. Gerb. Glavn. Bot. Sada R.S.F.S.R. 3: 117 (1922).